# Ворохтянська селищна територіальна громада
Ворохтянська селищна громада — територіальна громада в Україні на території Надвірнянського району Івано-Франківської області. Адміністративний центр — селище Ворохта.
Утворена 19 грудня 2019 року сполученням Ворохтянської селищної ради та Татарівської сільської ради.

## Населені пункти
До складу громади входять 2 населені пункти — селище Ворохта й село Татарів.